# Volta a Suïssa 1967
La Volta a Suïssa 1967 fou la 31a edició de la Volta a Suïssa. Aquesta edició es disputà del 18 al 23 de juny de 1967, amb un recorregut de 1.200 km distribuïts en 7 etapes, la darrera d'elles dividida en dos sectors. La sortida i l'arribada fou a Zúric.
El vencedor final fou l'italià Gianni Motta, que s'imposà clarament en la general, amb més de quatre minuts sobre els suís Rolf Maurer. L'espanyol Luis Pedro Santamarina completà el podi. Motta també guanyà la classificació de la muntanya, mentre la dels punts fou per a Daniel Van Ryckeghem i el millor en la classificació per equips fou el Molteni.

## Etapes
| Etapa | Data       | Recorregut               | Km  | Vencedor d'etapa       | Líder de la general    |
| ----- | ---------- | ------------------------ | --- | ---------------------- | ---------------------- |
| 1ª    | 12 de juny | Zúric - Vaduz (LIE)      | 190 | D. Van Ryckeghem (BEL) | D. Van Ryckeghem (BEL) |
| 2ª    | 18 de juny | Vaduz (LIE) - Silvaplana | 110 | Gianni Motta (ITA)     | Gianni Motta (ITA)     |
| 3ª    | 19 de juny | Silvaplana - Locarno     | 193 | Gianni Motta (ITA)     | Gianni Motta (ITA)     |
| 4ª    | 20 de juny | Martigny - Emmenbrücke   | 237 | Gerben Karstens (NED)  | Gianni Motta (ITA)     |
| 5ª    | 21 de juny | Emmenbrücke - Burgdorf   | 143 | Harm Ottenbros (NED)   | Gianni Motta (ITA)     |
| 6ª    | 22 de juny | Burgdorf - Möhlin        | 205 | Tommaso De Pra (ITA)   | Gianni Motta (ITA)     |
| 7ª-1ª | 23 de juny | Möhlin - Brugg           | 74  | Walter Godefroot (BEL) | Gianni Motta (ITA)     |
| 7ª-2ª | 23 giugno  | Brugg > Zúric (CRI)      | 48  | J.Mª Errandonea (ESP)  | Gianni Motta (ITA)     |

## Classificació final
|    | Ciclista                          | Equip    | Temps       |
| -- | --------------------------------- | -------- | ----------- |
| 1  | Gianni Motta (ITA)                | Molteni  | 31h 26' 41" |
| 2  | Rolf Maurer (SUI)                 | Filotex  | + 4' 46"    |
| 3  | Luis Pedro Santamarina (ESP)      | Fagor    | + 5' 31"    |
| 4  | José María Errandonea (ESP)       | Fagor    | + 8' 44"    |
| 5  | Hans Junkermann (GER)             | Torpedo  | + 10' 32"   |
| 6  | Peter Post (NED)                  | Gazelle  | + 10' 43"   |
| 7  | Giuseppe Fezzardi (ITA)           | Molteni  | + 11' 52"   |
| 8  | Alberto Della Torre (ITA)         | Filotex  | + 5' 54"    |
| 9  | José Manuel López Rodríguez (ESP) | Fagor    | + 12' 22"   |
| 10 | Daniel Van Ryckeghem (BEL)        | Dr. Mann | + 13' 00"   |